# Варконьи, Зольтан
Зольтан Варконьи (венг. Zoltán Várkonyi; 13 мая 1912, Будапешт — 10 апреля 1979, Будапешт) — венгерский режиссёр и актер, народный артист Венгрии. Член жюри II и IV Московского кинофестиваля.

## Биография
Окончил Театральную академию в Будапеште; совершенствовал мастерство в Нью-Йоркской киноакадемии. Играл на театральной сцене с 1935 года. В 1962 году получил звание народного артиста и стал главным режиссёром театра «Вигсинхаз». 
В кино начал сниматься в 1934 году. В 1951 году с фильма «Западная зона» началась карьера Варконьи как кинорежиссёра. В 1972—1979 годах — ректор Академии театра и кино в Будапеште.

## Избранная фильмография

### Актер
- 1945 — «Учительница» / A Tanítónő — Жолт Туза
- 1965 — «История моей глупости» / Butaságom története
- 1965 — «Свет за шторами» / Fény a redőny mögött 1965 — «Перстень с русалкой»
- 1966 — Золтан Карпати / Kárpáthy Zoltán — Маслацкий, юрист

### Режиссёр
- 1951 — «Западная зона»
- 1953 — «День гнева» / A harag napja
- 1955 — «Особая примета» / Különös ismertetöjel
- 1958 — «Соляной столб»
- 1963 — «Фото Хабера» / Fotó Háber
- 1965 — «Сыновья человека с каменным сердцем»
- 1966 — «Венгерский набоб»
- 1966 — «Золтан Карпати»
- 1968 — «Звёзды Эгера»

## Награлы
- Премия имени Кошута — 1953, 1956.
- Изображен на венгерской почтовой марке 2012 года.